# Tadeusz Stokłosiński
Tadeusz Stokłosiński, ur. 1890 w Brodach. Inżynier, oficer WP, pierwszy kierownik Gimnazjum zawodowego i Wieczorowej Szkoły Dokształcającej, utworzonych w Zakładach Południowych w 1938. 

## Życiorys
W 1909 zdał  egzamin maturalny w II Liceum im. Króla Jana III Sobieskiego w Krakowie. Podjął studia na Politechnice Lwowskiej na wydziale mechanicznym, jednak wybuch I wojny przerwał naukę. Po odzyskaniu niepodległości przez Polskę wstąpił do wojska. W 1919, gdy Czesi dokonali zbrojnego najazdu na część Śląska Cieszyńskiego, walczył w jego obronie, za co został odznaczony jako  podporucznik, Krzyżem  II klasy za Obronę Śląska Cieszyńskiego.
W czasie wojny polsko- bolszewickiej w 1920 został odznaczony Krzyżem Walecznych. Po wojnie pracował krótko w kopalni ropy naftowej w Iwoniczu, potem na Politechnice Lwowskiej. W latach 1926 – 28 był nauczycielem i kierownikiem warsztatów w Państwowym Zakładzie Wychowawczo – Poprawczym w Przedzielnicy. Następnie kierował warsztatami szkolnymi w Wiśniowcu, w latach 1929 – 32 podjął pracę nauczyciela w Państwowej Szkole Koszykarskiej we Lwowie. W tym czasie ponownie podjął na studia Politechnice Lwowskiej, i w 1931 ukończył przerwane wojną studia uzyskując dyplom inżyniera mechanika. Przez następne lata uczył przedmiotów zawodowych  m.in. w szkołach w Wilnie i Ostrołęce, będąc równocześnie ich dyrektorem. 5 września 1938 został  zatrudniony w Zakładach Południowych w Stalowej Woli jako kierownik Gimnazjum Zawodowego, jednocześnie uczył przedmiotów zawodowych. Niedługo jednak pracował w Stalowej Woli. Z końcem grudnia 1938 z niejasnych powodów został zwolniony z Zakładów Południowych i wyjechał ze Stalowej Woli. Jak napisał w uzasadnieniu zwolnienia szef bezpieczeństwa Zakładów Południowych ppłk. Stanisław Trzebunia – ze względów zasadniczych. 